# Mammillaria spinosissima
Mammillaria spinosissima (/mæmɪˈlæriə spɪnoʊˈsɪsimə/, tên tiếng Anh: spiny pincushion cactus) là một loài xương rồng đặc hữu hai bang Guerrero và Morelos của Mexico, chúng sống tại nơi có độ cao từ 1.600 đến 1.900 mét (5.200 đến 6.200 ft). Loài này được mô tả năm 1838 bởi James Forbes của Duke of Bedford. Nhà thực vật học David Hunt đã thu thập một mẫu vật năm 1971, khi ông tới một nơi gần Sierra de Tepoztlan, Mexico.
Loài cây này phát triển đến chiều cao 30 xentimét (12 in) và chiều rộng 10 xentimét (3,9 in). Chúng đạt chiều cao tối đa sau năm đến mười năm. Gai có màu đỏ-nâu hoặc trắng, hoa hình phễu màu hồng dài chừng 2 xentimét (0,79 in) mọc quanh mép tròn. Nó mọc thấp đơn lẽ dưới đất hoặc theo nhóm.